# Adonara
Bản mẫu:Bảng tóm tắt đảo

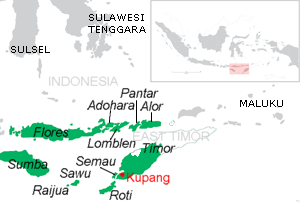
Bản đồ các đảo Đông Nusa Tenggara, bao gồm cả Lembata (viết là Adohara trên bản đồ).

Adonara là một đảo trong nhóm các đảo gọi là quần đảo Nusa Tenggara của Indonesia, nằm ở phía đông đảo lớn nhất trong nhóm này là Flores, trong nhóm nhỏ hơn gọi là quần đảo Solor. Ở phía đông của nó là đảo Lembata. Nó có điểm cao nhất trong quần đảo Solor, với ộ cao 1.676 m, và diện tích 510 km². Nó tạo thành một phần của tỉnh Đông Nusa Tenggara.

## Lịch sử
Lịch sử địa phương đảo Adonara được các tài liệu đề cập tới từ thế kỷ 16, khi các thương nhân và các nhà truyền giáo người Bồ Đào Nha lập ra một căn cứ trên đảo cận kề là đảo Solor. Vào thời gian đó Adonara và các đảo cận kề được phân chia giữa các cư dân vùng duyên hải, gọi là người Paji, và các cư dân miền núi gọi là người Demon. Người Paji theo Hồi giáo, trong khi người Demon có xu hướng chịu ảnh hưởng của người Bồ Đào Nha. Khu vực Paji trên đảo Adonara có 3 công quốc, là Adonara theo đúng nghĩa của từ này (có trung tâm tại vùng duyên hải phía bắc đảo), Terong và Lamahala (tại vùng duyên hải phía nam đảo). Cùng 2 công quốc trên đảo Solor là Lohayong và Lamakera, chúng hợp thành một liên minh lớn, gọi là Watan Lema ("5 quốc gia vùng bờ biển"). Watan Lema liên kết với Công ty Đông Ấn Hà Lan (VOC) năm 1613, xác nhận năm 1646. Các công quốc Adonara thường xuyên có mối hận thù với người Bồ Đào Nha tại Larantuka trên đảo Flores, và không phải luôn luôn nghe theo giới chức người Hà Lan.
Trong thế kỷ 19, vị quân chủ của Adonara (đúng nghĩa) ở phía bắc củng cố thế lực của mình trong khu vực quần đảo Solor; khi đó ông cũng cai trị các phần đất đai thuộc miền đông Flores và Lembata. Khu vực Demon đứng dưới quyền bá chủ của công quốc Larantuka, và công quốc này lại dưới sự cai trị của người Bồ Đào Nha cho tới tận năm 1859, khi nó được bàn giao cho Hà Lan. Các công quốc Larantuka và Adonara (đúng nghĩa) bị chính quyền Indonesia bãi bỏ năm 1962. Một số quan chức địa phương hậu-độc lập có nguồn gốc tổ tiên là các vị quân chủ trong quá khứ, gọi là raja, của Adonara (đúng nghĩa). Họ bao gồm:
- Foramma, khoảng 1650
- Boli I, khoảng 1671-1684
- Eke 1684-1688 (bị dân miền núi giết chết)
- Gogok, khoảng 1702
- Wuring (em Eke), 1688-1719
- Boli II (con Wuring), 1719-sau 1756
- Không rõ tên
- Lakabella Jo, khoảng 1832
- Begu, mất 28/7/1850 (bị giết)
- Pela(ng) (con Begu), 1850-1857
- Jou (em Pela), 1857-1868
- Kamba Begu (em Lakabella), 1868-1893
- Bapa Tuan (con Kamba Begu), raja tạm thời trong 6 tháng của năm 1893.
- Arkiang Kamba (Arakang; em Bapa Tuan, sinh 1866), trị vì 1893 hay 1894 - phế truất ngày 18 tháng 12 năm 1930
- Bapa Ana (con của em gái Kamba Begu), nhiếp chính với tước hiệu kapitan 1930 - 1/12/1935, bị kết án tù chung thân năm 1935 và chuyển tới Kupang
- Bapa Nuhur, (con Gela, cháu nội Bapa Tuan, sinh 1915), 1941-1947
- Bapa Kaya, (con Bapa Ana, mất 12/1/1954), nhiếp chính 1947-1951
- Mohamad Eke (chắt nội của Raja Jo, 1929 - khoảng 1985), 1951-1962, trợ lý của Bapa Kaya và sau đó là kapitan của Adonara